# Вістун
Вістун — підстаршинське (унтер-офіцерське) військове звання в Україні на початку та усередині ХХ сторіччя. Використовувалося УСС, УГА та УПА.

## Підстаршинське званняУкраїнських січових стрільців(1914—1918)

Знаки розрізнення вістуна Українських січових стрільців (1914—1918)

Підстаршинське (унтер-офіцерське) звання українських січових стрільців, австро-угорським еквівалентом було військове звання «капрал» (нім. Korporal). Вище за рангом ніж старший стрілець, але нижче за десятника.
Українські січові стрільці, українське добровольче національне формування (легіон) у складі австро-угорської армії мало такі ж знаки розрізнення як і інші підрозділи цісарського війська. Звання хоч і мали українську назву, але були порівняні до австро-угорських. Знаки розрізнення унтер-офіцерів були на петлицях (для УСС синього кольору) у вигляді целулоїдних шестипроменевих зірочок. У 1915 році був виданий указ щодо використання добровольцями чотирьохпроменевих зірочок як знаків розрізнення, замість шестипроменевих, також змінювалося їх розташування на петлицях. Але це нововведення не набуло широкого розповсюдження. Наприкінці 1916 року у Австро-угорській імперії була введена нова форма, для якої не передбачалися кольорові петлиці. Знаки розрізнення кріпилися на комірі мундиру, за ними нашивалися вертикальні кольорові стрічки (для українського легіону жовта та блакитна стрічки).
Знаками розрізнення вістуна були дві целулоїдні шестипроменеві зірочки на петлиці (чи на комірі мундиру).
| Нижче за рангом: Старший стрілець | Українські січові стрільці Вістун | Вище за рангом: Десятник |

### Військове званняУкраїнської Галицької армії(1919—1920)

Знаки розрізнення вістуна УГА

Підстаршинське військове звання в Української Галицької Армії. Вище за рангом ніж старший стрілець, але нижче за десятника.
В Українській Галицькій армії (УГА), регулярній армії Західно-Української Народної Республіки (ЗУНР), знаки розрізнення були введені Державним секретаріатом військових справ (ДСВС) Західної області УНР 22 квітня 1919 року і уявляли собою комбінацію стрічок на рукавах однострою та «зубчатки» на комірах. У вістуна виглядали як дві срібні 6 мм стрічки, на підкладці кольору відповідного до роду військ (наприклад сині для піхоти). Підстаршинська зубчатка (кольору роду військ), мала розміри 72×24 мм .